# 瑞姫
瑞姫（たまき、1968年（昭和43年）12月4日 - ）は、東京都江戸川区出身の女流浪曲師。血液型B型。

## 来歴
神奈川大学外国語学部スペイン語学科卒業後、アパレルメーカーに勤務。1993年、太田英夫（のちに2代目東家浦太郎を襲名）に入門。同年12月23日、「太田ももこ」の芸名で初舞台。翌年、歌舞伎座浪曲大会に出演。以来、浅草・木馬亭、鈴本演芸場、上野広小路亭、都民寄席などで活動。その後、テレビ、ラジオ、多くの出演の他、全国の舞台で活動。1997年、東京芸術劇場・中ホールにて披露目を行う。
その後、2011年より「太田ももこ」から「瑞姫」と改める（名前は出身地の江戸川区「瑞江」にちなんだという）。同年4月浅草・木馬亭にて「太田ももこ改め瑞姫（たまき）お披露目の会」を開催。それを皮切りに落語家・三遊亭白鳥とのコラボレーション公演や講談、人形芝居など他芸との交流など精力的に活動をしている。演目は「壷坂霊験記」「神崎東下り」「山の名刀」「鰍沢」「源平盛衰記 藤戸渡り」「明暗舞台」「瓜仙人」「弁慶と牛若丸」「残菊物語」など多数。
また、河内音頭にも挑戦し、CDを収録している。

## メディア出演
- 「お好み寄席」 NHK
- 「浪曲特選」 NHK
- 「ひるどき日本列島」 NHK
- 「浪曲十八番」 NHKラジオ
- 「おはよう浪曲」 ABCラジオ

## 参考資料
- 「月刊浪曲」